# Наваждение (фильм, 1976)
«Наваждение» (англ. Obsession) — художественный фильм режиссёра Брайана Де Пальмы. Главные роли исполнили Клифф Робертсон, Женевьев Бюжо и Джон Литгоу. Сценарий написал Пол Шрейдер по рассказу Де Пальмы и Шрейдера. Саундтрек к фильму создал Бернард Херрманн перед своей смертью в 1975 году.
И Де Пальма, и Шрейдер указывали на фильм Альфреда Хичкока «Головокружение» как на источник вдохновения для сюжета и тематических проблем «Одержимости». Сценарий Шрейдера был значительно переписан и урезан Де Пальмой перед съёмками, что заставило сценариста заявить о полном отсутствии интереса к последующему производству и выпуску фильма.
Завершив работу над фильмом в 1975 году, кинокомпания Columbia Pictures приобрела права на его прокат, но потребовала внести незначительные изменения, чтобы уменьшить потенциально спорные аспекты сюжета, связанные с его возможной интерпретацией как романтизированной темы инцеста. После выхода на экраны в конце лета 1976 года фильм стал первым значительным кассовым успехом Де Пальмы и получил неоднозначную оценку критиков.

## Сюжет
В 1959 году благополучная жизнь Майкла Кортланда, преуспевающего застройщика из Нового Орлеана, рушится, когда похищают его жену Элизабет и маленькую дочь Эми. Полиция рекомендует ему вместо выкупа предоставить похитителям портфель с обычной бумагой, так как в этом случае похитители скорее сдадутся, когда их загонят в угол, а не попытаются сбежать с наличными. Кортланд соглашается на этот план. Это приводит к неудачной автомобильной погоне, в которой и похитители, и жертвы погибают в результате взрыва. Кортланд винит себя в гибели жены и дочери.
Шестнадцать лет спустя Кортланд становится болезненно одержимым своей умершей женой и регулярно посещает памятник, который построил в её память, — копию церкви (Базилика Сан-Миниато-аль-Монте) во Флоренции, где они впервые встретились. Его партнёр Роберт Ласалль убеждает Кортланда поехать с ним в деловую поездку во Флоренцию. Во время поездки Кортланд посещает церковь и сталкивается с девушкой-реставратором по имени Сандра, которая очень похожа на его покойную жену в молодости. Кортланд начинает ухаживать за Сандрой и пытается превратить её в идеальную копию Элизабет.
После романтических прогулок по Флоренции увлёкшийся Кортланд возвращается с Сандрой в Новый Орлеан, чтобы пожениться. В брачную ночь Сандру похищают, а злоумышленники оставляют записку с требованием выкупа, которая является копией послания похитителей шестнадцатилетней давности. На этот раз Кортланд решает доставить выкуп, несмотря на то, что это приведёт его к финансовому краху. Он снимает огромные суммы денег со своих счетов и передаёт свою долю в бизнесе Ласаллю. Внезапно его осеняет догадка, что всё это, включая первоначальное похищение, было спланировано алчным Ласаллем, чтобы получить контроль над долями Кортланда в компании. Почти обезумевший Кортланд закалывает Ласалля ножницами.
Понимая, что Сандра должна была быть добровольной соучастницей заговора против него, он отправляется в аэропорт, намереваясь убить её. Перед посадкой в самолет во флешбэке выясняется, что Сандра — дочь Кортланда Эми. После первого похищения Ласалль скрыл, что она выжила, и отправил тайно жить к итальянской сиделке, которая воспитала Эми как собственного ребёнка и назвала её Сандрой. На протяжении многих лет Ласалль лгал Сандре о Кортланде, убеждая её, что отец не заплатил выкуп, потому что не любил её. Сандра, полюбившая Кортланда, пытается покончить с собой в самолёте, и её увозят в инвалидном кресле. Кортланд увидев её, бежит к ней с пистолетом наготове. Охранник пытается остановить его, но Кортланд бьёт охранника портфелем с деньгами, в результате чего портфель открывается и деньги высыпаются наружу. Сандра, увидев мелькающие купюры, встаёт и кричит: «Папа! Ты принёс деньги!» Кортланд наконец-то понимает, кто Сандра на самом деле, и отец с дочерью заключают друг друга в объятия.

## В ролях
- Клифф Робертсон — Майкл Кортланд
- Женевьев Бюжо — Элизабет Кортланд/Сандра Портинари
- Джон Литгоу — Роберт Ласалль
- Стокер Фонтелье — доктор Эллман
- Стэнли Дж. Рейес — инспектор Брай
- Ванда Блэкман — Эми Кортланд
- Ник Крайгер — Фарбер
- Дон Гуд — Фергюсон
- Андреа Эстерхази — Д’Аннунцио.

## Производство
Де Пальма и Шрейдер придумали историю с повествованием, вдохновлённым фильмом Альфреда Хичкока «Головокружение», которым они восхищались. Первоначальный сценарий Шрейдера под названием «Дежа вю», как сообщается, был намного длиннее, чем окончательный вариант фильма, сюжет продолжался еще на 10 лет дальше того места, где заканчивается фильм. В итоге Де Пальма счёл сценарий Шрейдера непригодным для съёмок из-за его длины и переписал, сократив финал, после того, как Шрейдер отказался вносить изменения. По словам Де Пальмы, «концовка Пола Шрейдера фактически продолжала ещё один акт одержимости. Мне показалось, что она слишком сложна и не выдержит критики, поэтому я её сократил». Бернард Херрманн, композитор фильма, согласился с тем, что от оригинальной концовки следует отказаться, сказав Де Пальме после прочтения версии Шрейдера: «Избавься от неё — это не сработает». Шрейдер оставался обиженным на переписывание Де Пальмы в течение многих лет и утверждал, что потерял всякий интерес к проекту после внесения изменений. Шрейдер указал, что «первоначальная история из трёх частей заканчивалась частью, действие которой происходило в будущем (1985 год). Моя первоначальная идея в сценарии заключалась в том, чтобы написать одержимую любовь, выходящую за рамки обычных ограничений времени».
Де Пальма рассказывал: «Это очень расстроило Шрейдера: он решил, что я урезаю его шедевр. С тех пор он никогда не был прежним». Шрейдер заявил, что «будущая часть была вырезана из сценария по бюджетным причинам»; однако ходили слухи, что Бернард Херрманн предложил сократить сценарий, когда работал над партитурой к фильму, потому что считал, что последняя часть в будущем не сработает. В 2011 году полный трехчастный сценарий Шрейдера был выпущен как часть Blu-ray издания от Arrow Video.
После завершения работы над фильмом Бернард Херрманн назвал его лучшим в своей музыкальной карьере.
Руководство компании Columbia выразило беспокойство по поводу темы инцеста, тем более что она была представлена в столь романтизированной манере. Поэтому в ключевой эпизод между Робертсоном и Бюжо были внесены незначительные изменения: в сцены свадьбы и послесвадебные сцены были вставлены растворения и визуальная «рябь», чтобы показать, что заключение их брака произошло только во сне. Пол Хирш, монтажёр фильма, согласился с решением затушевать тему инцеста, отметив: «Я подумал, что было бы ошибкой втягивать инцест в то, что по сути является романтической загадкой, поэтому я предложил Брайану: „А что, если этого никогда не было? Что если вместо того, чтобы они поженились, Майкл будет только мечтать о свадьбе? У нас есть кадр спящего Клиффа Робертсона. Мы могли бы использовать его, а затем переключиться на свадьбу“. И мы так и сделали. Это стало проекцией его желаний, а не реальным фактом».
В документальном фильме Де Пальмы режиссёр указал, что, по его мнению, главным недостатком фильма был кастинг Клиффа Робертсона. Де Пальма считал, что Робертсон не смог сыграть муки персонажа, и ему часто было трудно на съёмочной площадке. Де Пальма горячо хвалил Бюжо, у которой, по его мнению, была более сложная роль, которую она сыграла великолепно, придав фильму эмоциональный резонанс, необходимый для проекта.

## Восприятие
Фильм имел неожиданный финансовый успех. Кинокомпания Columbia держала фильм почти год, прежде чем выпустить его в прокат в конце августа, традиционно в так называемые «собачьи дни» посещаемости кинотеатров. Фильм успел получить достаточно положительных отзывов критиков, чтобы вызвать интерес, и принёс дистрибьютору более 4 миллионов долларов в североамериканском прокате.
Первая реакция критиков на фильм была неоднозначной. Роджер Эберт пишет: «Наваждение» Брайана Де Пальмы — это перегруженная мелодрама, и именно это мне нравится в ней больше всего… Мне не просто нравятся такие фильмы, я ими наслаждаюсь. Иногда излишняя перегруженность может быть сама по себе наградой. Если бы «Наваждение» был хоть немного более тонким, имел бы хоть немного больше смысла на каком-то скучном логическом уровне, он бы вообще не сработал". В рецензии Variety фильм назван «отличной романтической и ненасильственной драмой в жанре саспенс… Сценарий Пола Шрейдера… представляет собой сложную, но понятную смесь предательства, мучений и эгоизма…». Ричард Шикель в журнале Time назвал фильм «…изысканным развлечением… Фильм также бросает в мелодраматический рельеф некоторые узнаваемые человеческие истины: шок от внезапной потери, паника от попыток восстановить силы, траур и чувство вины, которые ослепляют главного героя на множество подозрительных знаков, когда он ищет оправдания и шанс пережить свою жизнь заново. В каком-то смысле фильм предлагает зрителям возможность сделать то же самое — вернуться в более романтическую эпоху кинематографа и получить простые, трогательные удовольствия, в которых зрителям отказывает нынешний антиромантический дух кино». Другие рецензенты высоко оценили стильную операторскую работу Вилмоша Жигмонда, а прекрасная, очень романтичная партитура Бернарда Херрманна стала одной из самых известных в его выдающейся карьере и принесла ему посмертную номинацию на «Оскар» (композитор умер в декабре 1975 года, через несколько часов после завершения работы над партитурой фильма Мартина Скорсезе «Таксист»). Национальный совет по рецензированию назвал «Одержимость» одним из десяти лучших фильмов 1976 года.
Но некоторые критики жаловались, что фильм слишком явно отдаёт дань уважения «Головокружению», не будучи оригинальным или достаточно интересным как триллер. Полин Каэль, обычно одна из самых больших поклонниц Де Пальмы, назвала фильм «не более чем упражнением в стиле, с камерой, кружащейся вокруг пустоты…». Винсент Кэнби пишет: «Если говорить прямо, „Наваждение“ — это не „Головокружение“, остроумное, сардоническое исследование одержимости Хичкока, которое действительно превзошло свой материал, который был не так уж плох, чтобы начать с него. Сценарий Шрейдера… наиболее эффективен, когда он наиболее романтичен, и прозрачен, когда он пытается быть таинственным… Сюжет… таков, что вы, вероятно, разгадаете тайну очень рано».
Спустя десятилетия репутация фильма значительно улучшилась. На сайте Rotten Tomatoes фильм имеет рейтинг 73 %, основанный на 26 отзывах. Консенсус критиков гласит: «„Наваждение“ уступает в сравнении с шедевром Альфреда Хичкока, который он отражает, но уникальные увлечения режиссёра Брайана Де Пальмы придают этому триллеру свой собственный навязчивый, извращённый отпечаток».